# Ören, Västergötland
Ören är en sjö i Alingsås kommun och Bollebygds kommun i Västergötland och ingår i Göta älvs huvudavrinningsområde. Sjön är 27,2 meter djup, har en yta på 1,53 kvadratkilometer och befinner sig 149,6 meter över havet. Vid provfiske har abborre, gädda och mört fångats i sjön.

## Delavrinningsområde
Ören ingår i det delavrinningsområde (641435-130864) som SMHI kallar för Utloppet av Ören. Medelhöjden är 176 meter över havet och ytan är 10,69 kvadratkilometer. Räknas de 4 avrinningsområdena uppströms in blir den ackumulerade arean 36,83 kvadratkilometer. Laxån som avvattnar avrinningsområdet har biflödesordning 3, vilket innebär att vattnet flödar genom totalt 3 vattendrag innan det når havet efter 54 kilometer. Avrinningsområdet består mestadels av skog (74 %). Avrinningsområdet har 1,67 kvadratkilometer vattenytor vilket ger det en sjöprocent på 15,6 %.
En flottningsled gick tidigare över Ören. Virket drogs till Ören där det samlades inom länsar och drogs med roddbåt eller från land över sjön och därefter transporterades med häst ned till Nären, där det på nytt flottades över sjön sedan åter med häst till Ömmern. Det förekom även att virket flottades via Sörån direkt från Ören till Ömmern. Från Ömmern fraktades virket via en flottningsränna ned till Torskabotten och därifrån till Nääs fabriker i Tollered.